# Mosteiro de Studenica
O mosteiro de Studenica (em sérvio: Манастир Студеница; romaniz.: Manastir Studenica; pronounciado [mânastiːr studɛ̌nit͡sa]) é um mosteiro ortodoxo sérvio do século XII situado 39 km a sudoeste de Kraljevo e 40,9 km a leste de Ivanjica, no centro da Sérvia. É um dos maiores e mais ricos mosteiros ortodoxos sérvios.
rei sérvio Estêvão Nemânia fundou o mosteiro em 1190. As paredes fortificadas do mosteiro abrangem igrejas: a Igreja da Virgem e a Igreja do Rei, ambas construídas em mármore branco. O mosteiro é mais conhecido por sua coleção de pinturas a fresco em estilo bizantino dos séculos XIII e XIV.
Studenica foi declarado Monumento de Cultura de Excepcional Importância em 1979, e é protegido pela República da Sérvia. Em 1986 a UNESCO incluiu o mosteiro de Studenica na lista do Patrimônio da Humanidade, por "ser o ponto alto da história da Sérvia"  com a descrição:

O Mosteiro Studenica foi estabelecido no final do século XII por Stefan Nemanja, rei do estado sérvio medieval, logo após sua abdicação. É o maior e mais rico dos mosteiros ortodoxos da Sérvia. Seus dois principais monumentos, a Igreja da Virgem e a Igreja do Rei, ambos construídos em mármore branco, guardam coleções inestimáveis de pintura bizantina dos séculos XIII e XIV.

## História

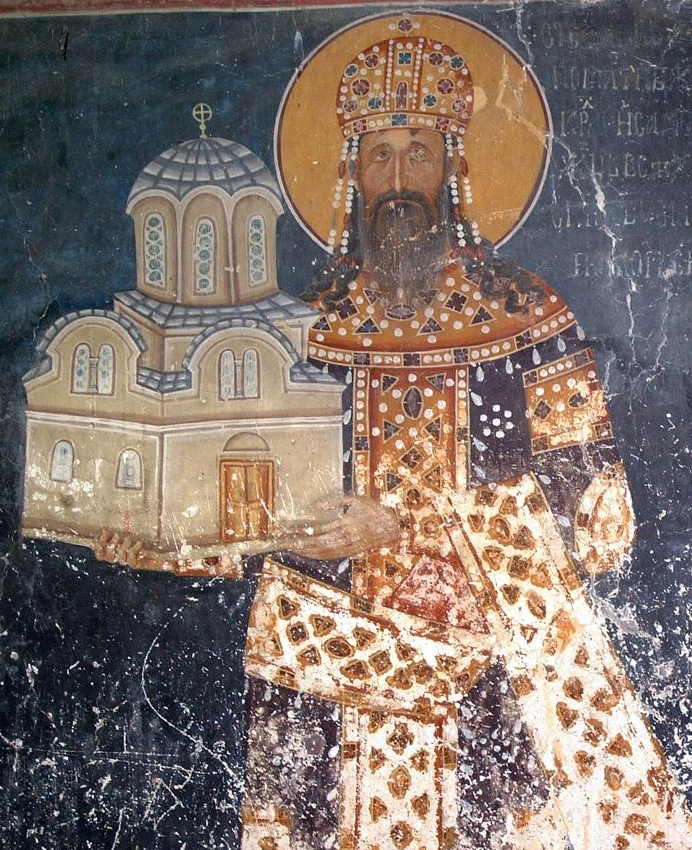
Rei Milutin com um modelo da Igreja do Rei, um afresco da Igreja do Rei

O mosteiro Studenica, dedicado à Apresentação da Santa Virgem, é a igreja-mãe de todos os templos sérvios. Foi construído ao longo de um período de tempo bastante longo. A primeira etapa das obras foi concluída na primavera de 1196, quando Stefan Nemanja abdicou e fez votos monásticos no mosteiro.
Quando mais tarde ele partiu para Hilandar, seu filho e sucessor Stefan assumiu o cuidado de Studenica. Nemanja morreu em Hilandar em 1199. O terceiro filho de Nemanja, Rastko (São Sava), depois de se reconciliar com seus irmãos Stefan e Vukan, transferiu as relíquias de Nemanja para Studenica. Sob a tutela de Sava, Studenica tornou-se o centro político, cultural e espiritual da Sérvia medieval.
Entre seus outros empreendimentos, Sava compôs a "Studenica Typikon", um livro de ordens litúrgicas onde descreveu a vida de São Simeão (Nemanja), deixando evidências da vida espiritual e monástica de seu tempo. Studenica desfrutou de cuidados contínuos pelos membros da dinastia Nemanjić. O rei Radoslav acrescentou um esplêndido nártex à igreja em 1235. O rei Milutin construiu uma pequena mas adorável igreja dedicada aos santos Joaquim e Ana.
Desde a queda do último dos estados medievais sérvios em 1459, os turcos frequentemente assaltavam o mosteiro. A primeira das restaurações significativas do dano ocorreu em 1569, quando os afrescos da Igreja da Virgem foram repintados. No início do século XVII, um terremoto e um incêndio atingiram o mosteiro, e documentos históricos e uma parte significativa do patrimônio artístico foram destruídos e perdidos para sempre.

## Arquitetura
A Igreja da Virgem é uma basílica de nave única abobadada. Em sua extremidade oriental há uma abside de três lados, enquanto um nártex estendido está voltado para o oeste; há também vestíbulos no norte e no sul. Na década de 1230, um grande exonarthex foi adicionado. As fachadas foram construídas com lajes de mármore branco; por dentro, a igreja é recoberta com tufo blocos. Externamente, a Igreja concilia harmoniosamente dois estilos arquitetónicos, o sérvio românico e o bizantino. A mistura desses dois estilos acabou produzindo um estilo particular de arquitetura sérvia conhecido como Escola Raška.
A noroeste da Igreja da Virgem está a igreja dos santos Joaquim e Ana, conhecida por seu fundador, o rei Milutin, como a Igreja do Rei. A igreja foi construída em 1314, em forma de cruz comprimida, com a estrutura exterior de uma cúpula octogonal. É construído em pedra e tufo, com fachadas rebocadas. O complexo do mosteiro de Studenica inclui a Igreja de São Nicolau, uma pequena igreja de nave única com afrescos no interior com obras do século XII ou possivelmente do início do século XIII.
Entre a Igreja de São Nicolau e a Igreja do Rei estão as fundações da igreja dedicada a São João Batista. A oeste da Igreja da Virgem, há um antigo refeitório feito de escombros, construído na época do Arcebispo Sava. Por fim, no lado ocidental do complexo do mosteiro existe uma torre sineira, erguida no século XIII. Antigamente havia uma capela dentro; agora, apenas fragmentos de afrescos podem ser vistos lá.
Restos de pintura a fresco também foram numerados na parte externa do nártex, representando esplendidamente a genealogia da dinastia Nemanjić. Eles obviamente se relacionam com os afrescos da Igreja da Virgem que datam de 1208-1209. A norte do refeitório de Studenica está a residência monástica do século XVIII, que agora abriga um museu e exibe uma série de peças preciosas do tesouro de Studenica. No entanto, as frequentes guerras e saques reduziram consideravelmente o depósito do tesouro da Studenica.

## Arte

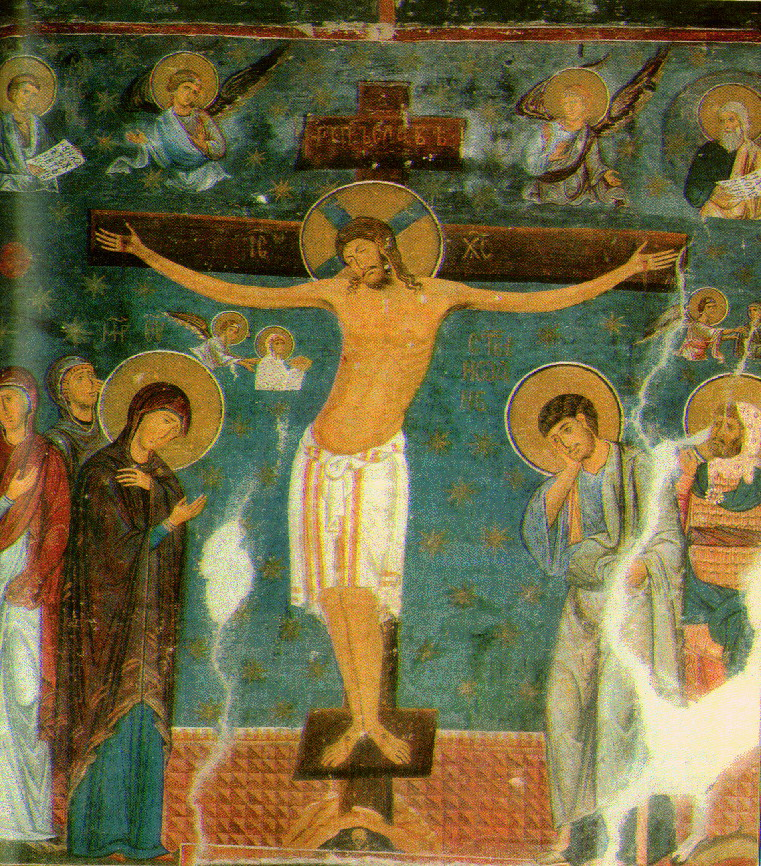
Crucificação, afresco da Igreja da Santa Virgem, Mosteiro de Studenica, 1208. À esquerda está Santa Maria, a Virgem Santa

As realizações artísticas da escultura de Studentica culminam em quatro portais da Igreja da Virgem, principalmente o oeste, no interior entre o nártex e o exonártex. Na parede norte, sob a abóbada, encontra-se uma janela composta por muitos vidros quadrados com medalhões esculpidos numa placa de chumbo que representam oito animais fantásticos — símbolos das virtudes da Virgem.
Há também duas rosetas que denotam o Olho Divino. Os pedreiros vieram para Studenica provavelmente da região do Adriático, talvez de Kotor, onde Nemanja costumava ter um palácio. Eles deixaram uma inscrição em letras sérvias no tímpano do portal oeste. A Igreja da Virgem foi pintada na primeira década do século XIII.

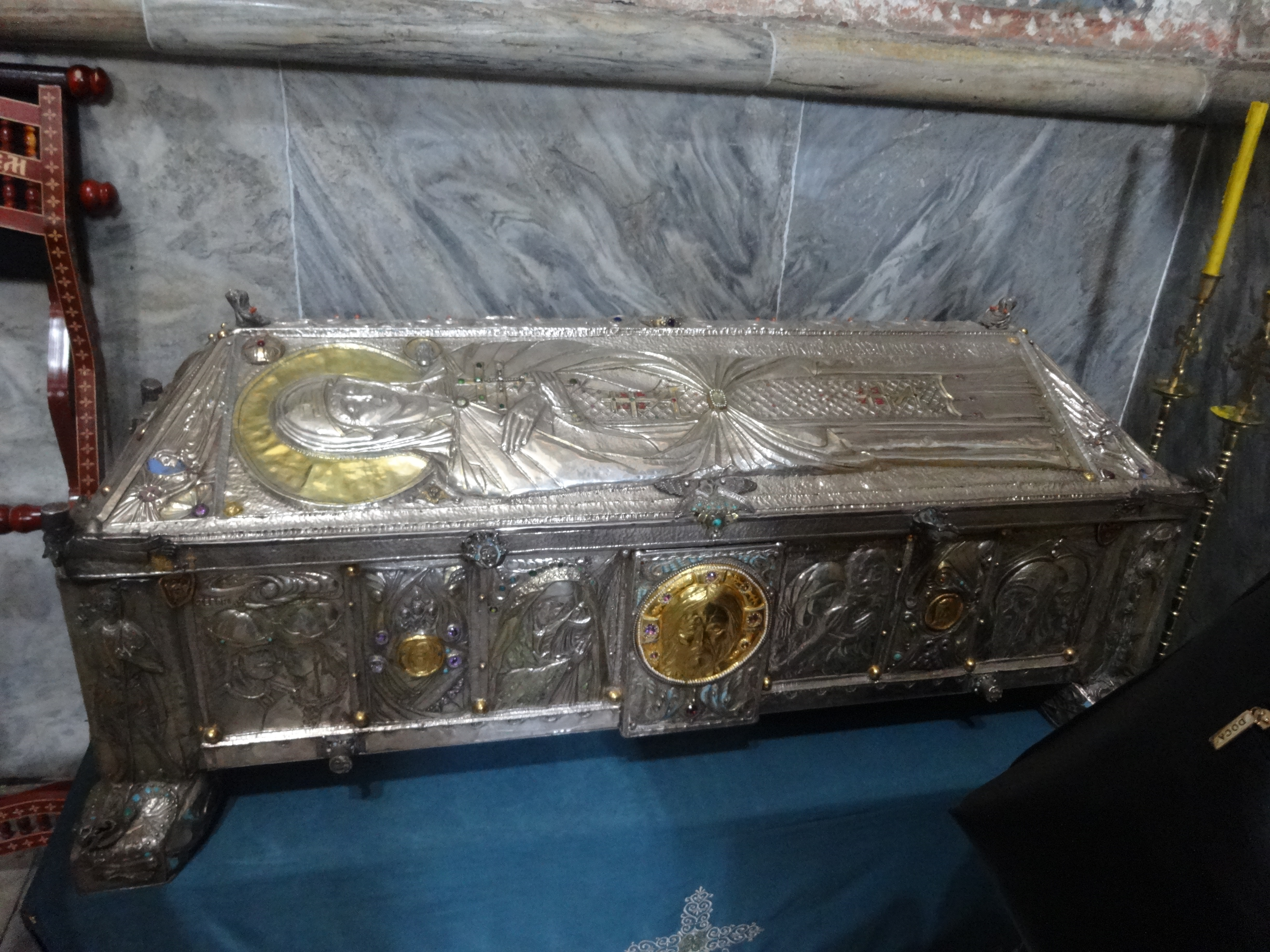
escultura da maria

Os afrescos originais foram parcialmente preservados na área do altar, sob a cúpula, na parede oeste e nos registros inferiores da nave. A representação mais esplêndida é a da Crucificação, pintada em fundo azul em 1209, uma das principais realizações da arte sérvia. Na parede sul há a "composição dos fundadores" que mostra a Virgem levando Nemanja (Simão) com o modelo da igreja a Jesus Cristo como o Magistrado Imparcial.
O nártex foi pintado em 1569. Esses afrescos incluem uma requintada representação do Juízo Final nos registros superiores e o retrato da esposa de Nemanja, Ana, como a freira Anastasia. A pintura a fresco mais antiga na igreja do rei marca a conquista suprema da arte bizantina na região.
Os afrescos do nártex de Radoslav e as paredes são originários da década de 1230 e apresentam uma estreita relação com o estilo de pintura da igreja principal. A capela norte, dedicada a São Nicolau, contém uma composição da Hetoimasia e um ciclo que trata da vida de São Nicolau.
Na capela sul, encontram-se os retratos de Nemanja, Stefan o Primeiro Coroado e do rei Radoslav com sua esposa Ana. Na parede norte do nártex estão retratados três dignitários da Igreja sérvia — os arcebispos Sava, Arsenije e Sava II (irmão de Radoslav).

## Túmulos
- Estêvão Nemânia
- Estêvão Radoslau